# Plasmidă
Plasmida este o macromoleculă de ADN prezentă în unele bacterii și în celule eucariote și care se poate replica autonom de cromozomul "gazdei", dar folosind aparatul replicativ al celulei în care se găsește. În general plasmidele sunt formate din ADN dublu catenar și au formă circulară. Într-o singură celulă se pot afla de la una până la câteva sute sau chiar mii de copii ale aceleiași plasmide. 
Adesea plasmidele conțin gene care codifică caractere utile gazdei, cum este rezistența la antibiotice sau transferul de material genetic prin intermediul pililor. Plasmidele pot trece de la o celulă la alta, chiar și între specii diferite.
Orice plasmidă conține cel puțin o secvență ADN care servește ca origine a replicării (reprezentată în mod uzual ca ori), care este un punct de pornire pentru replicarea ADN.
În general, în natură plasmidele sunt multiplicate în citoplasma celulei gazde. Sub efectul presiunii de selecție exercitate de factorii de mediu, celulele care conțin plasmide purtătoare de caractere utile vor spori ca pondere în cadrul populației. De exemplu, în prezența unui antibiotic, bacteriile purtătoare de plasmide de rezistență la acel antibiotic sunt avantajate și vor deveni preponderente în populația respectivă. În cazul încetării acțiunii factorului de mediu respectiv, rata de înmulțire a celulelor fără plasmide o va depăși pe cea a celulelor purtătoare, iar echilibrul se va deplasa în sens invers. Celulele pot elimina spontan plasmidele în mediul înconjurător.
Uneori plasmidele se pot integra în cromozomul gazdei, existența unui regiuni de omologie cu cromozomul gazdei permițând aceasta. În acest caz, plasmida se va duplica împreună cu cromozomul gazdei, la fiecare diviziune celulară.
Plasmidele sunt utilizate în ingineria genetică și în biotehnologie ca vectori pentru transportul unor gene sau ca markeri pentru selectarea unor populații celulare care poartă o anumită genă și implicit un anumit caracter fenotipic.